# Ilves Tampere
L'Ilves, lince in lingua finlandese, è una società calcistica della città di Tampere, in Finlandia. Fondata nel luglio 1931, nella stagione 2017 gioca nella Veikkausliiga, la massima serie del campionato di calcio finlandese.

## Storia
L'Ilves fu fondato nel 1931 e il calcio era, assieme all'hockey su ghiaccio, uno degli sport che venivano praticati. Fino agli anni settanta l'Ilves giocò nei campionati di bassa categoria, finché nel 1974 ebbe la possibilità di accedere alla seconda serie del campionato di calcio finlandese. Infatti, nel 1974 l'Ilves-Kissat, in difficoltà economiche, retrocesse dalla Mestaruussarja alla I divisioona e il Tampellan Palloilijat, anch'esso in difficoltà economiche, retrocesse dalla I divisioona alla II divisioona. Sia l'Ilves-Kissat sia il Tampellan Palloilijat si fusero con l'Ilves, che acquisì il diritto di partecipare alla I divisioona. Dopo quattro anni in seconda serie l'Ilves venne promosso per la prima volta nella massima serie, la Mestaruussarja. La prima stagione in massima serie vide l'Ilves mantenere la categoria, terminando al primo posto della poule retrocessione. Nello stesso 1979 l'Ilves conquistò il primo titolo della sua storia, trionfando in Suomen Cup. Grazie a questo successo l'Ilves guadagnò l'accesso alla Coppa delle Coppe 1980-1981, venendo però eliminati al primo turno dagli olandesi del Feyenoord. Nel 1983 l'Ilves vinse il campionato per la prima volta. Partecipò alla Coppa dei Campioni nell'edizione 1984-1985, venendo subito eliminato al primo turno dalla Juventus. Nei dieci anni successivi rimase in massima serie, vincendo la sua seconda Suomen Cup nel 1990 grazie al successo per 2-1 sull'HJK. Nel 1996 terminò la Veikkausliiga al decimo posto, retrocedendo in Ykkönen dopo 18 stagioni consecutive in massima serie. Nel 1998 con l'Ilves in difficoltà economiche si pensò ad una fusione dell'Ilves con il Tampereen Pallo-Veikot per dar vita al Tampere United. Dopo che il Tampereen Pallo-Veikot si ritirò dal progetto, l'Ilves cedette il titolo sportivo al neo-costituito Tampere United e proseguì le proprie attività a livello giovanile.
Nel 2008 l'Ilves rientrò nel campionato finlandese, acquisendo il titolo sportivo del Koovee per disputare la Kakkonen, terza serie. Alla quinta stagione consecutiva in Kakkonen nel 2012 l'Ilves vinse i play-off promozione, venendo promosso in Ykkönen. Due stagioni dopo nel 2014 l'Ilves concluse il campionato al terzo posto, ma venne promosso in Veikkausliiga a causa della mancata iscrizione del MyPa.
Dopo il terzo posto in classifica nella Veikkausliga 2017 l'Ilves torna a disputare le coppe europee dopo 26 anni, nella stagione 2018/19.
In questa edizione di Europa League viene abbinata, al primo turno preliminare, allo Slavia Sofia (0-1 e 1-2). 
Nel 2019 vince la Suomen Cup battendo in finale il Mariehamn 2-0.
Nel primo turno di qualificazione dell'Europa League 2020/21 l'Ilves incontra gli irlandesi dello Shamrock Rovers e viene eliminata dopo una lunga serie di rigori (12-11 dopo che i 120 minuti si erano conclusi sul 2-2). Viene eliminata nei turni iniziali delle competizioni europee anche nella stagione 2024/2025 

## Allenatori
- 1974-1975  Raimo Vasama
- 1976-1977  Martti Halme
- 1978-1981  Pertti Mäkipää
- 1982-1984  Jussi Ristimäki
- 1985-1986  Turo Flink
- 1987-1989  Harri Holli
- 1990  Jussi Ristimäki
- 1991-1992  Ian Crawford
- 1993  Matti Paatelainen e  Markku Wacklin
- 1994  Markku Wacklin
- 1995-1996  Esa Kuusisto
- 1997  Arto Uimonen e  Ari Hjelm
- 1998  Kari Nikkilä
- 2001-2002  Janne Salovaara e  Jarmo Virtanen
- 2008-2009  Veijo Visuri
- 2010-2012  Valerij Popovič
- 2012-2014  Mika Malinen
- 2015  Keith Armstrong e  Marco Baruffato
- 2016-  Jarkko Wiss

## Statistiche e record

### Statistiche nelle competizioni UEFA
Tabella aggiornata alla fine della stagione 2024-2025.
| Competizione                  | Partecipazioni | G | V | N | P | RF | RS |
| ----------------------------- | -------------- | - | - | - | - | -- | -- |
| UEFA Champions League         | 1              | 2 | 0 | 0 | 2 | 1  | 6  |
| Coppa delle Coppe             | 2              | 6 | 1 | 1 | 4 | 10 | 17 |
| Coppa UEFA/UEFA Europa League | 3              | 5 | 1 | 1 | 3 | 5  | 9  |
| UEFA Conference League        | 1              | 4 | 1 | 1 | 2 | 7  | 9  |

## Palmarès

### Competizioni nazionali
- Campionato finlandese: 1

1983
- Coppa di Finlandia: 4

1979, 1990, 2019, 2023
- Ykkönen: 1

1978
- Kakkonen: 2

2010, 2012

### Altri piazzamenti
- Campionato finlandese:

Secondo posto: 1985, 2024
Terzo posto: 2017
- Suomen Cup:

Finalista: 1976
Semifinalista: 2016-2017
- Liigacup:

Semifinalista: 2015, 2024, 2025
- Ykkönen:

Terzo posto: 2014

## Organico

### Rosa 2021
Aggiornata al 24 maggio 2021.
| N. |                      | Ruolo | Calciatore       |
| -- | -------------------- | ----- | ---------------- |
| 1  | Finlandia (bandiera) | P     | Rasmus Leislahti |
| 2  | Finlandia (bandiera) | D     | Tuomas Ollila    |
| 3  | Camerun (bandiera)   | A     | Patrick Loa Loa  |
| 4  | Finlandia (bandiera) | D     | Felipe Aspegren  |
| 5  | Finlandia (bandiera) | D     | Kalle Katz       |
| 6  | Finlandia (bandiera) | C     | Doni Arifi       |
| 7  | Finlandia (bandiera) | C     | Joona Veteli     |
| 8  | Finlandia (bandiera) | C     | Teemu Jäntti     |
| 9  | Finlandia (bandiera) | A     | Ilari Mettälä    |
| 10 | Colombia (bandiera)  | C     | Hernán Luna      |
| 11 | Finlandia (bandiera) | A     | Momodou Sarr     |
| 12 | Finlandia (bandiera) | P     | Eetu Huuhtanen   |
| 13 | Ghana (bandiera)     | D     | Baba Mensah      |
| 14 | Finlandia (bandiera) | C     | Tuure Siira      |
| 15 | Finlandia (bandiera) | D     | Mikael Almén     |

| N. |                           | Ruolo | Calciatore                |
| -- | ------------------------- | ----- | ------------------------- |
| 16 | Finlandia (bandiera)      | D     | Tatu Miettunen (capitano) |
| 17 | Finlandia (bandiera)      | D     | Juho Pietola              |
| 18 | Colombia (bandiera)       | A     | Jean Carlos Blanco        |
| 19 | Finlandia (bandiera)      | A     | Eetu Mömmö                |
| 20 | Finlandia (bandiera)      | D     | Miska Rautiola            |
| 21 | Costa d'Avorio (bandiera) | D     | Vigori Gbe                |
| 22 | Finlandia (bandiera)      | C     | Taha Özcelik              |
| 23 | Finlandia (bandiera)      | C     | Noel Hasa                 |
| 25 | Finlandia (bandiera)      | C     | Leo Kyllönen              |
| 27 | Finlandia (bandiera)      | C     | Linus Rönnberg            |
| 29 | Finlandia (bandiera)      | A     | Oiva Jukkola              |
| 32 | Finlandia (bandiera)      | A     | Eetu Vertainen            |
| 49 | Ghana (bandiera)          | C     | Eric Oteng                |
| 70 | Colombia (bandiera)       | C     | Roger Torres              |
|    | Finlandia (bandiera)      | C     | Lauri Ala-Myllymäki       |

### Rosa 2020
| N. |                      | Ruolo | Calciatore          |
| -- | -------------------- | ----- | ------------------- |
| 1  | Finlandia (bandiera) | P     | Mika Hilander       |
| 2  | Finlandia (bandiera) | D     | Janne Saksela       |
| 3  | Finlandia (bandiera) | D     | Diogo Tomas         |
| 4  | Finlandia (bandiera) | D     | Felipe Aspegren     |
| 5  | Brasile (bandiera)   | C     | Jair                |
| 7  | Finlandia (bandiera) | C     | Joona Veteli        |
| 8  | Finlandia (bandiera) | A     | Iiro Järvinen       |
| 9  | Finlandia (bandiera) | A     | Ilari Mettälä       |
| 10 | Finlandia (bandiera) | C     | Lauri Ala-Myllymäki |
| 12 | Finlandia (bandiera) | P     | Eetu Huuhtanen      |
| 13 | Ghana (bandiera)     | D     | Baba Mensah         |
| 14 | Finlandia (bandiera) | C     | Tuure Siira         |
| 15 | Finlandia (bandiera) | D     | Mikael Almen        |

| N. |                           | Ruolo | Calciatore         |
| -- | ------------------------- | ----- | ------------------ |
| 16 | Finlandia (bandiera)      | D     | Tatu Miettunen     |
| 17 | Finlandia (bandiera)      | D     | Juho Pietola       |
| 18 | Finlandia (bandiera)      | A     | Eemeli Raittinen   |
| 19 | Finlandia (bandiera)      | A     | Eetu Mömmö         |
| 20 | Finlandia (bandiera)      | A     | Eero Tamminen      |
| 21 | Finlandia (bandiera)      | C     | Janne-Pekka Laine  |
| 23 | Finlandia (bandiera)      | C     | Naatan Skyttä      |
| 25 | Senegal (bandiera)        | C     | Emile Paul Tendeng |
| 26 | Costa d'Avorio (bandiera) | A     | Tiemoko Fofana     |
| 27 | Finlandia (bandiera)      | A     | Maksim Stjopin     |
| 28 | Finlandia (bandiera)      | D     | Tuure Mäntynen     |
| 30 | Niger (bandiera)          | C     | Yussif Moussa      |
| 32 | Finlandia (bandiera)      | P     | Matias Riikonen    |